# Oorlogsvlag
Een oorlogsvlag (?) is een vlag die een staat vertegenwoordigt, maar die enkel gebruikt wordt door zijn strijdkrachten. Veel landen gebruiken hun oorlogsvlag zowel te land als ter zee, maar sommige landen hebben een aparte marinevlag.
Niet elk land heeft een oorlogsvlag. Voorbeelden van staten die er een hebben zijn Israël, Maleisië, Marokko, Thailand, Noorwegen (al gaat het hier om een andere vorm, geen ander motief), het Verenigd Koninkrijk, Peru, Polen en Duitsland.
Een land kan meerdere oorlogsvlaggen hebben voor gebruik door land- zee- en luchtstrijdkrachten.
In een enkel geval kan de oorlogsvlag bekender zijn dan de burgerlijke vlag. Dit is het geval met de Geconfedereerde Staten van Amerika (CSA) waarvan de oorlogsvlag vaak foutief wordt beschouwd als de normale vlag. De Russische oorlogsvlag heeft onder president Jeltsin officieel dezelfde status gekregen als de nationale vlag van Rusland.

?Japanse oorlogsvlag (1868-1945)
?Amerikaanse confederale oorlogsvlag
?Peruviaanse oorlogsvlag
?Duitse oorlogsvlag (1938-1945)
?Oorlogsvlag van China